# Marcos Tébar
Marcos Tébar Ramiro (Madrid, 7 febbraio 1986) è un ex calciatore spagnolo, di ruolo centrocampista.

## Carriera

### Club
Cresciuto nell'AFE, nel 1998 entra nel settore giovanile del Real Madrid.
Dopo esperienze con la squadra B del Real Madrid e con il Rayo Vallecano, dal 2005 al 2007 colleziona 32 presenze e 2 reti nella seconda serie spagnola.
Conta una presenza nella Liga 2008-2009 con la prima squadra del Real Madrid: ha giocato 32' nella sconfitta per 2-1 sul campo dell'Osasuna del 31 maggio 2009, ultima giornata di campionato.
Per la stagione 2009-2010 passa in prestito al Girona, società di seconda serie con cui colleziona 9 presenze.
Nell'estate del 2010 il Real Madrid ha ceduto l'intero cartellino del giocatore al Girona per soli 100 euro.

### Nazionale
Nel 2003 è sceso per una volta in campo con la nazionale Under-17 spagnola.